# 30123 Scottrippeon
30123 Scottrippeon è un asteroide della fascia principale. Scoperto nel 2000, presenta un'orbita caratterizzata da un semiasse maggiore pari a 2,2018505 UA e da un'eccentricità di 0,1839140, inclinata di 5,63366° rispetto all'eclittica.